# Hemipeplus hemipterus
Hemipeplus hemipterus is een keversoort uit de familie Mycteridae. De wetenschappelijke naam van de soort is voor het eerst geldig gepubliceerd in 1827 door Berthold in Latreille.